# 斯科特縣 (印地安納州)
斯科特縣（英語：Scott County）是美國印地安納州東南部的一個縣。面積499平方公里。根據美國2000年人口普查，共有人口22,960人。縣治斯科茨堡（Scottsburg）。
成立於1820年2月1日，縣名紀念第四任肯塔基州州長查爾斯·史考特。